# Баладиты
Баладиты, полное название — Орден ливанских маронитов (лат. Ordo libanensis maronitarum, OLM) — маронитский мужской католический монашеский орден понтификального права.

## История
Орден ливанских маронитов берёт своё начало от ордена ливанских антониан-маронитов из Алеппо (алеппины). 10 ноября 1695 года ливанские антониане-марониты разделились на два отдельных течения: ливанские марониты и алеппины-ливанские марониты. В 1770 году Римский папа Климент XIV санкционировал разделение ливанских монахов антониан-маронитов. Создание нового ордена поддержал антиохийский патриарх Стефан Дуайхи. 31 марта 1732 года Святой Престол утвердил устав баладитов на основе Правила святого Антония Великого.
Чтобы отличаться от мариамитов, называвших себя «алеппинами» или «халабитами» (от арабского наименования города Алеппо — «Халабийя») ливанские марониты стали себя называть баладитами (от арабского слова «Баладийя» — страна).
Третий маронитский орден антониан-маронитов (OAM), который принял Правило святого Антония Великого, основал в 1700 году патриарх Габриэль II Блауза.

## Настоящее время
В 2014 году в ордене действовало 63 монастыря с 408 монахом (из них — 321 священник).
Крупнейшим монастырём баладитов является монастырь Кузайя в провинции Северный Ливан.

## Источник
- Annuario Pontificio, Città del Vaticano, Libreria editrice vaticana, 2007. стр. 1462. ISBN 978-88-209-7908-9.